# Zanele Dlamini Mbeki
Pour les articles homonymes, voir Mbeki (homonymie).
Zanele Dlamini Mbeki, née en 1938, est une travailleuse sociale sud-africaine féministe, fondatrice de la Women's Development Bank. Elle est également une ancienne Première dame d'Afrique du Sud. 

## Enfance et études
Zanele Dlamini est née à Alexandra en 1938. Son père était un prêtre méthodiste et sa mère, une couturière. Elle a cinq sœurs. 
Mbeki était pensionnaire à l'Académie catholique d'Inkamana dans la province de KwaZulu-Natal avant d'étudier à l'université du Witwatersrand pour devenir travailleuse sociale. 
Après avoir travaillé trois ans pour le groupe Anglo American plc en Zambie, Mbeki déménage à Londres et obtient un diplôme en politique sociale et administration à la London School of Economics en 1968. Elle remporte ensuite une bourse pour faire son doctorat sur le sujet des femmes africaines sous l'Apartheid à l'Université Brandeis aux États-Unis mais elle quitte les États-Unis pour épouser Thabo Mbeki avant de l'achever,.

## Carrière
À Londres, Zanele Dlamini Mbeki travaille comme assistante sociale en psychiatrie au Guy's Hospital et à l’hôpital de jour de Marlborough. 
Après son mariage, elle travaille pour le Fonds international d'éducation universitaire à Lusaka en Zambie. Elle démissionne en 1980 peu de temps avant sa fermeture, après la révélation du fait que son patron Craig Williamson était espion sud-africain. Elle est également élue à la Ligue des femmes du Congrès national africain et édite Voice of Women. Mbeki enseigne à l'université de Zambie pendant deux ans puis travaille pour le Haut Commissariat des Nations unies pour les réfugiés à Nairobi. 
À son retour en Afrique du Sud en 1990, elle fonde la Women's Development Bank, une banque qui propose des microfinancements aux femmes sud-africaines pauvres. Pendant que son mari fait campagne elle apparaît rarement avec lui et refuse d’accorder des interviews. Lorsque son mari devient président en 1999, elle devient la première dame d'Afrique du Sud. C'est une féministe et une défenseuse des droits des femmes. En juillet 2003 elle convoque le groupe South African Women in Dialogue qui vise à permettre aux femmes de participer pleinement au développement du pays. 

## Vie privée
Mbeki rencontre Thabo Mbeki alors qu'il étudie à l'Université de Londres et ils se marient le 23 novembre 1974 à Londres. Ils se rendent ensuite à une cérémonie religieuse dans la maison de sa sœur aînée Edith, au château Farnham Castle dans le Surrey. Il a dû recevoir la permission de l'ANC pour se marier et aurait dit à Adelaide Tambo « si Papa [Oliver Tambo] ne me permet pas d'épouser Zanele, je ne me marierai jamais. Et je ne demanderai plus jamais. Je n'aime qu'une personne et il n'y a qu'une seule personne avec laquelle je veux faire ma vie, c'est Zanele ». Le couple n'a pas d'enfants et a souvent vécu séparément. 